# Gustaaf Lemmens

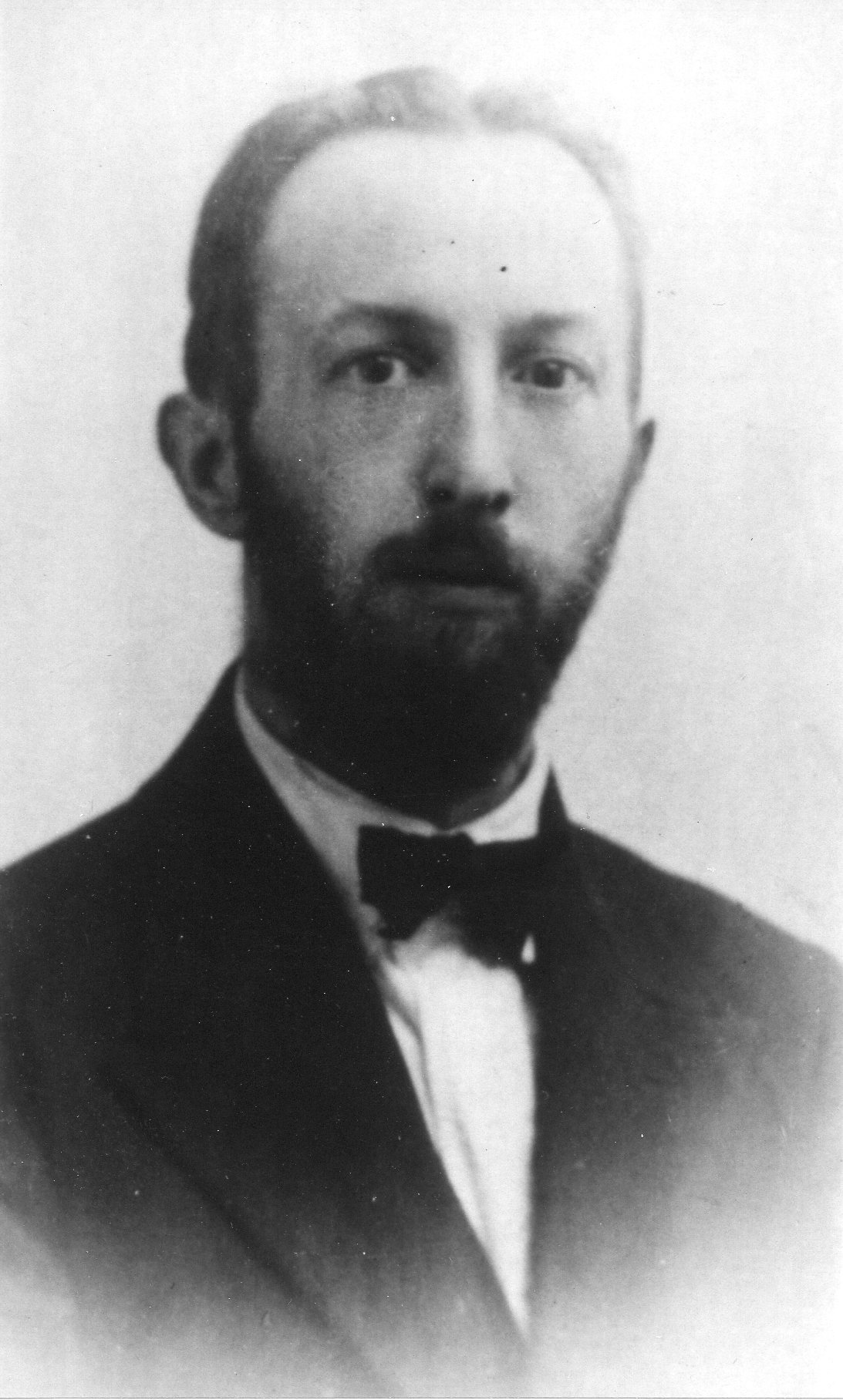
Gustaaf Lemmens

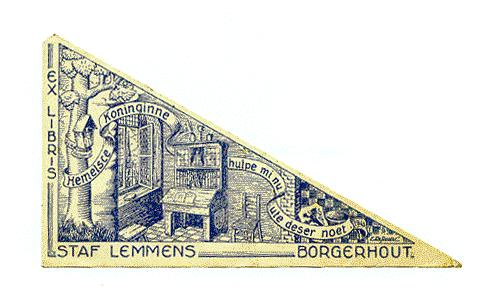
Het ex libris van Gustaaf Lemmens onder de vorm van een bedevaartvaantje

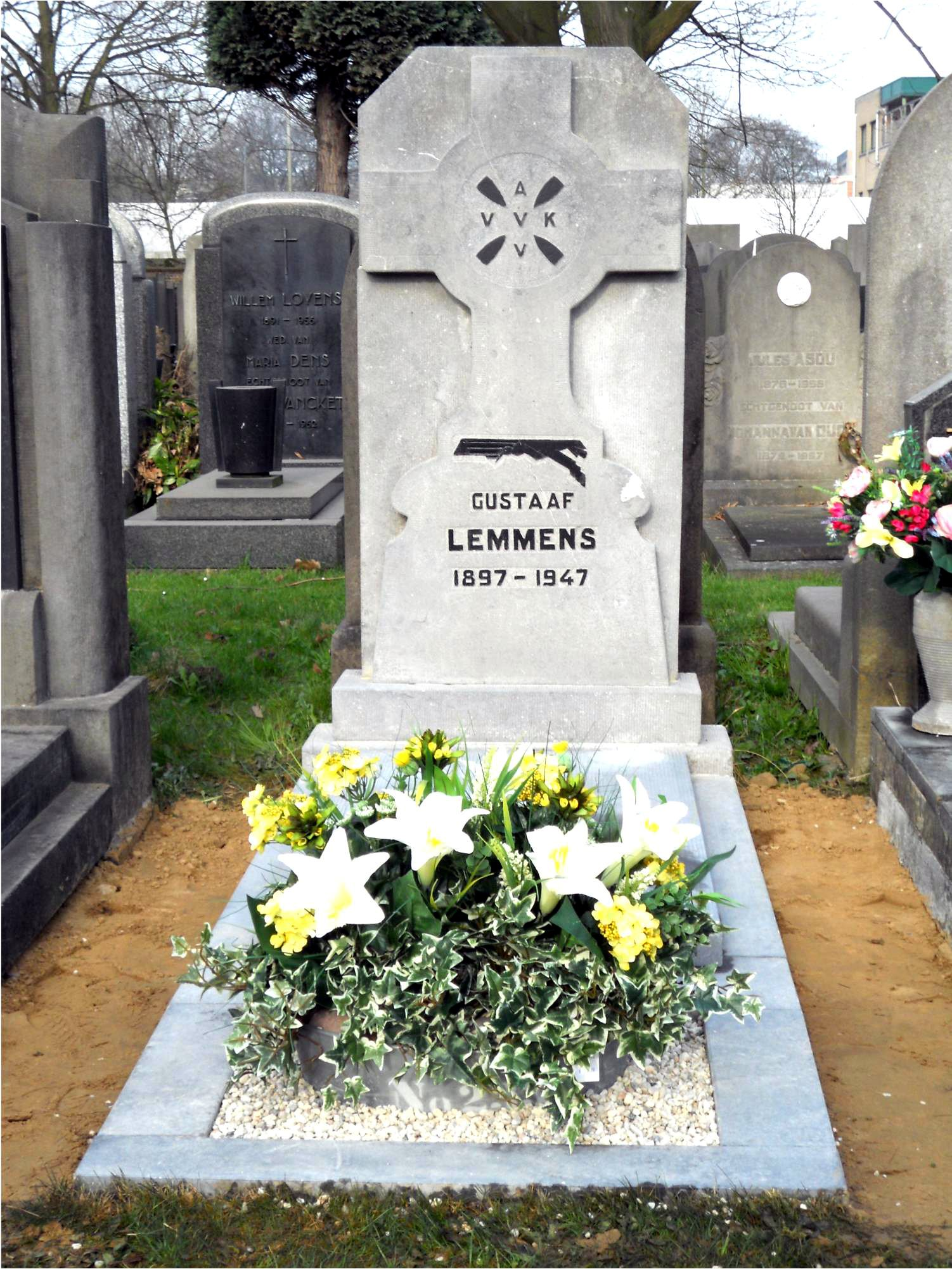
Grafmonument Gustaaf Lemmens

Gustaaf Lemmens (Antwerpen, 9 februari 1897 – Borgerhout, 10 januari 1947) was een figuur uit de Vlaamse beweging. Hij was zaakvoerder van boekhandel De Blauwvoet (1927-1947), was een overtuigd voorvechter voor het gebruik van de Nederlandse taal en voorstander van de Groot-Nederlandse gedachte.

## Levensloop
In 1917 was hij soldaat bij het 2de Regiment Jagers te Voet, II bataljon, 7de compagnie. De manier waarop de Vlaamse soldaten tijdens de Eerste Wereldoorlog aan het front behandeld werden door de overwegend Franssprekende officieren en onderofficieren, maakte van Gustaaf Lemmens een overtuigd voorvechter voor het gebruik der Nederlandse taal en een voorstander van de Groot-Nederlandse gedachte.
Hij huwde op 20 december 1922 in Borgerhout met Josephine Cottelleer. Het echtpaar kreeg 15 kinderen.
Hij was medeoprichter van de V.B.V.B. – Vereniging ter bevordering van het Vlaamse Boekwezen, later omgedoopt tot Boek.be, de koepelvereniging van het Vlaamse boekenvak. Hij behoorde tot de 22 stichters, als een van de vijf boekhandelaars, en werd  bij de oprichting aangesteld als bestuurder-penningmeester. Deze vereniging richtte in 1929 de eerste Boekenbeurs in onder de naam Week van het Vlaamse Boek, die sedertdien jaarlijks plaatsvindt in Antwerpen en tot de belangrijkste culturele manifestaties in België behoort. Vanaf 1930 publiceerde de vereniging jaarlijks Het Boek in Vlaanderen. De jaarlijkse verslagen die werden gepubliceerd in het tijdschrift Mededelingen vermeldden de tussenkomsten van Lemmens in de besprekingen en zijn activiteiten als organisator van de boekenbeurzen. Van 1936 tot 1939 was hij ook actief lid van de Propaganda-commissie voor het Vlaamse Boekwezen.
Daarnaast organiseerde hij in het Antwerpse grote opruimingsbeurzen, waarbij uitgevers hun overtollige stocks aanboden tegen weggeefprijzen.
Hij was verder onder meer:
- Voorzitter van de Vlaamsgezinde Borgerhoutse Dosfel en Sint-Lutgardisgilde.
- Stichter van het "Katholiek Vlaamsch Liefdewerk", steunfonds voor goede doelen.
- Stichter van "Echange International Club Belge  -  E.I.C.B " –  "Echange Flandria" verenigingen met het doel het ruilen van prentkaarten en postzegels over de hele wereld. Hiervoor gaf hij een driemaandelijks tijdschrift uit, Le Bienvenu du Collectionneur.
- Lid van het zangkoor  Kunst en Vermaak onder de leiding van Willem de Meyer.
- Van 1920 t/m 1947 medewerker bij de Hypothecaire Beleggings & depositokas gevestigd aan de Arenbergstraat, Antwerpen.
- Zaakvoerder van de Boekhandel De Blauwvoet (1927-1947) aan de Turnhoutsebaan en vervolgens in de Eliaertstraat in Borgerhout, eerste volwaardige boekhandel in de groeiende randgemeente. De naam verwees naar het Vlaams activistisch tijdschrift dat tijdens de oorlog in Borgerhout verscheen en wellicht naar het literair oud-leerlingenblad van de rijksschool in Borgerhout (1910-1912).
- lid van de vzw August-Bormsfonds (1928-1947).

Lemmens overleed op 49-jarige leeftijd en is begraven in Borgerhout, begraafplaats Silsburg. De blauwvoet afgebeeld op zijn grafzerk verwijst naar het logo van zijn boekhandel en de AVV-VVK-leuze naar de Vlaamse Beweging.
Zijn verzameling objecten rond bedevaarten (onder meer 800 bedevaartvaantjes en 1400 bedevaartmedailles) werd in 1965 aangekocht door het Volkskundemuseum van Antwerpen.

## Publicatie
- Borms vrij! 17 januari 1929. Huldebetooging, Borgerhout, Boekhandel "De Blauwvoet" (1929). Verkocht ten voordele van het Bormsfonds vzw.

## Voetnota's
1. ↑  Belgisch Staatsblad 10 april 1929, bijvoegsels, verenigingen (Annexes du Moniteur Belge, associations), blz. 230.
2. ↑  Begraafplaats Silsburg te Borgerhout in België schoonselhof.be. Gearchiveerd op 17 augustus 2022.